# Olympische Sommerspiele 2020/Teilnehmer (Paraguay)
| Gelbes Symbol für Goldmedaillen mit stilisierten Olympischen Ringen | Graues Symbol für Silbermedaillen mit stilisierten Olympischen Ringen | Braundes Symbol für Bronzemedaillen mit stilisierten Olympischen Ringen |
| ------------------------------------------------------------------- | --------------------------------------------------------------------- | ----------------------------------------------------------------------- |
| —                                                                   | —                                                                     | —                                                                       |

Paraguay nahm an den Olympischen Spielen 2020 in Tokio mit acht Sportlern in sechs Sportarten teil. Es war die insgesamt 13. Teilnahme an Olympischen Sommerspielen.

## Teilnehmer nach Sportarten

### Golf
| Athleten         | Runde 1 | Runde 2 | Runde 3 | Runde 4 | Gesamt | Par | Rang |
| ---------------- | ------- | ------- | ------- | ------- | ------ | --- | ---- |
| Männer           |         |         |         |         |        |     |      |
| Fabrizio Zanotti | 73      | 67      | 68      | 69      | 277    | −7  | 35   |

### Leichtathletik
Laufen und Gehen 
| Athleten           | Wettbewerb   | Runde 1 | Runde 1 | Halbfinale    | Halbfinale    | Finale        | Finale        | Rang          |
| Athleten           | Wettbewerb   | Zeit    | Rang    | Zeit          | Rang          | Zeit          | Rang          | Rang          |
| ------------------ | ------------ | ------- | ------- | ------------- | ------------- | ------------- | ------------- | ------------- |
| Frauen             |              |         |         |               |               |               |               |               |
| Ana Camila Pirelli | 100 m Hürden | 13,98 s | 9       | ausgeschieden | ausgeschieden | ausgeschieden | ausgeschieden | ausgeschieden |
| Männer             |              |         |         |               |               |               |               |               |
| Derlis Ayala       | Marathon     | —       | —       | —             | —             | 2:18:34 h     | 43            | 43            |

### Radsport

#### Straße
| Athleten             | Wettbewerb    | Zeit | Rang |
| -------------------- | ------------- | ---- | ---- |
| Frauen               |               |      |      |
| Agua Marina Espínola | Straßenrennen | DNF  | –    |

### Rudern
| Athleten         | Wettbewerb | Vorlauf     | Vorlauf | Vorlauf       | Hoffnungslauf | Hoffnungslauf | Hoffnungslauf | Viertelfinale | Viertelfinale | Viertelfinale  | Halbfinale  | Halbfinale | Halbfinale    | Finale      | Finale | Rang |
| Athleten         | Wettbewerb | Zeit        | Platz   | Qualifikation | Zeit          | Platz         | Qualifikation | Zeit          | Platz         | Qualifikation  | Zeit        | Platz      | Qualifikation | Zeit        | Platz  | Rang |
| ---------------- | ---------- | ----------- | ------- | ------------- | ------------- | ------------- | ------------- | ------------- | ------------- | -------------- | ----------- | ---------- | ------------- | ----------- | ------ | ---- |
| Frauen           |            |             |         |               |               |               |               |               |               |                |             |            |               |             |        |      |
| Alejandra Alonso | Einer      | 8:11,88 min | 4       | Hoffnungslauf | 8:08,91 min   | 1             | Viertelfinale | 8:29,80 min   | 5             | Halbfinale C/D | 7:43,33 min | 4          | Finale D      | 7:55,63 min | 3      | 21   |

### Schwimmen
| Athleten     | Wettbewerb          | Vorlauf     | Vorlauf | Halbfinale    | Halbfinale    | Finale        | Finale        | Rang |
| Athleten     | Wettbewerb          | Zeit        | Rang    | Zeit          | Rang          | Zeit          | Rang          | Rang |
| ------------ | ------------------- | ----------- | ------- | ------------- | ------------- | ------------- | ------------- | ---- |
| Frauen       |                     |             |         |               |               |               |               |      |
| Luana Alonso | 100 m Schmetterling | 1:00,37 min | 28      | ausgeschieden | ausgeschieden | ausgeschieden | ausgeschieden | 28   |
| Männer       |                     |             |         |               |               |               |               |      |
| Ben Hockin   | 100 m Freistil      | 50,41 s     | 44      | ausgeschieden | ausgeschieden | ausgeschieden | ausgeschieden | 44   |
| Ben Hockin   | 100 m Schmetterling | 54,81 s     | 51      | ausgeschieden | ausgeschieden | ausgeschieden | ausgeschieden | 51   |

### Tennis
| Athleten             | Wettbewerb | 1. Runde | 1. Runde | 2. Runde      | 2. Runde      | Achtelfinale  | Achtelfinale  | Viertelfinale | Viertelfinale | Halbfinale    | Halbfinale    | Finale / Platz 3 | Finale / Platz 3 |
| Athleten             | Wettbewerb | Gegner   | Ergebnis | Gegner        | Ergebnis      | Gegner        | Ergebnis      | Gegner        | Ergebnis      | Gegner        | Ergebnis      | Gegner           | Ergebnis         |
| -------------------- | ---------- | -------- | -------- | ------------- | ------------- | ------------- | ------------- | ------------- | ------------- | ------------- | ------------- | ---------------- | ---------------- |
| Frauen               |            |          |          |               |               |               |               |               |               |               |               |                  |                  |
| Verónica Cepede Royg | Einzel     | Q. Wang  | 4:6, 3:6 | ausgeschieden | ausgeschieden | ausgeschieden | ausgeschieden | ausgeschieden | ausgeschieden | ausgeschieden | ausgeschieden | ausgeschieden    | ausgeschieden    |